# Oussama ben Laden
Pour les autres membres de la famille, voir famille ben Laden.
Oussama ben Laden (en arabe : أسامة بن محمد بن عوض بن لادن (Usāma bin Muḥammad bin ‘Awaḍ bin Lādin)), né le 10 mars 1957 à Riyad (Arabie saoudite) et mort le 2 mai 2011 à Abbottabad (Pakistan) tué par les forces spéciales américaines, est un djihadiste saoudien puis apatride. Membre d'une famille d'origine yéménite proche de la famille royale saoudienne, ayant fait ses premières armes contre l'URSS pendant la guerre d'Afghanistan (1979-1989), il est le chef du réseau terroriste Al-Qaïda. Il est responsable des attentats du 11 septembre 2001 commis aux États-Unis, qu’il a revendiqués à plusieurs reprises.
Le FBI, qui l'a placé à partir de juin 1999 sur sa liste des dix criminels les plus recherchés à la suite des attentats des ambassades américaines au Kenya et en Tanzanie, offrait 25 millions de dollars américains pour tout renseignement permettant sa capture, somme portée par le Sénat américain à 50 millions en 2007,. L'ONU a établi une liste, diffusée par Interpol en 2006, recensant les organisations et les personnes proches d'Al-Qaïda, d'Oussama ben Laden et des talibans. Après une décennie de traque, il est localisé par la CIA dans un complexe fortifié à Abbottabad et un commando des forces spéciales américaines y donne l'assaut et le tue.
S'il a pu être considéré comme un héros par certains musulmans, d'autres le rejetaient et le condamnaient. Al-Qaïda elle-même provoque des réactions variées parmi les mouvements islamistes, militarisés ou non,.

## Biographie

### Jeunesse
Issu d'une riche famille saoudienne originaire du Yémen, les Ben Laden descendants d'une grande lignée remontant à la tribu Kinda, son père fonde le Bin Laden Construction group, entreprise de bâtiment et travaux publics détentrice de nombreux contrats d'exclusivité avec le gouvernement saoudien. Son père, Mohammed ben Laden, a par ailleurs été ministre d'État du royaume d'Arabie saoudite, dans le gouvernement formé en mai 1958. Sa mère, Alia Ghanem, est une Syrienne alaouite originaire de la région de Lattaquié. La fortune de la famille est estimée à 5 milliards de dollars américains. Selon les affirmations de l'un de ses demi-frères, Yeslam ben Laden, Oussama ben Laden aurait perçu de son père décédé, de 1974 à 1994, entre 12 et 15 millions de dollars. La proximité avec la famille royale d'Arabie saoudite participe à la fortune de l'entreprise qui, devenue une des premières entreprises de construction au monde, se diversifie et devient le Saudi Binladen Group, aux nombreuses ramifications. Parmi elles, la Bin Laden Telecommunications, devenue depuis 1999 la Baud Telecom Company (BTC Networks).
Oussama ben Laden avait 53 demi-frères et demi-sœurs, son père polygame s'étant marié avec 22 femmes différentes. Lui-même a une vingtaine d'enfants dont Omar, marié à une Britannique, Jane Felix-Browne, devenue Zaina Karkar ben Laden, ou selon d'autres sources Zaina Mohamed Al-Sabah avec qui il vit en Normandie dans le département de l'Orne. Dans une interview donnée au cours de l'été 2018, sa mère explique que son fils était un « gentil garçon » qui aurait subi l'influence néfaste de personnes qu'il a rencontrées.
À l'âge de 13 ans, Oussama ben Laden voyage pour la première fois en Occident pour un motif encore inconnu. L'année suivante, il séjourne dix semaines au Royaume-Uni pour étudier. Il aurait ainsi pris des cours d'anglais à Oxford. Le frère aîné d'Oussama, Salem ben Laden, avait auparavant lui aussi séjourné dans la capitale britannique, à plusieurs reprises, et il y avait épousé une Anglaise, Caroline Carey (qui se tue dans un accident d'avion, en 1988). Dans son journal, Oussama décrit sa visite de la maison de William Shakespeare à Stratford-on-Avon et son sentiment par rapport à la civilisation occidentale (« une société différente » de la sienne, aux « mœurs débridées », qui ne « l'impressionne pas »).
Le jeune homme fait des études commerciales et techniques à l'université du roi Abdulaziz de Djeddah, de 1974 à 1978 où il suit notamment les cours d'Abdallah Azzam, puis intègre le groupe familial vers le milieu des années 1970.
Il étudie à cette période les textes principaux du wahhabisme. Cette forme de l'islam sunnite, qui est née en Arabie saoudite, est considérée comme étant particulièrement dure et fondamentaliste. En outre, elle organise et structure le droit musulman de la société saoudienne. Les étudiants saoudiens sont donc influencés par le wahhabisme ; dans ce contexte, il semble naturel que ben Laden l'ait été aussi,.

### Guerre contre les Soviétiques (1979-1989)
En 1979, alors que des membres de sa famille sont impliqués dans la prise de la Grande Mosquée de La Mecque, il est approché par le prince Tourki ben Fayçal Al Saoud, dit Tourki al-Fayçal, alors chef des services secrets de l'Arabie saoudite (de 1977 à 2001), ambassadeur d'Arabie saoudite à Londres, et fils de l'ancien roi saoudien Fayçal ben Abdelaziz Al Saoud (de 1964 à 1975). À l'époque, le régime du shah d'Iran vient d'être renversé par une révolution qui porte à sa tête l'ayatollah Khomeini, tandis que l'URSS envahit l'Afghanistan quelques mois plus tard. L'islamisme commence à devenir une force géopolitique importante au Moyen-Orient. De nombreux moudjahids viennent combattre en Afghanistan contre l'URSS, soutenus par l'Arabie saoudite qui y voit une possibilité de diffusion du wahhabisme, et le Pakistan via son Inter-Services Intelligence qui se verrait bien à terme à la tête d'une future internationale islamique.
Officiellement, la CIA a commencé à soutenir les moudjahidines en 1980, mais selon Robert Gates, les services secrets américains ont commencé à les aider 6 mois plus tôt. Selon Zbigniew Brzeziński, le président Carter, dont il était un des conseillers, signa la première directive sur leur assistance clandestine le 3 juillet 1979, sans avoir pour but d'entraîner une intervention militaire des Soviétiques mais en sachant que cette aide la rendait plus probable. Le 27 décembre 1979, l'armée soviétique a envahi l'Afghanistan.
Le prince saoudien Turki al-Fayçal demande à ben Laden d'organiser le départ des volontaires pour l'Afghanistan et leur installation à la frontière pakistanaise. En arrivant sur place, le jeune homme découvre des militants motivés, mais très peu organisés. L'amateurisme règne. Ben Laden aurait coordonné l'arrivée des militants à Peshawar via une organisation appelée « Bureau des services ». Il aurait mis en place une véritable organisation et assuré la formation militaire et idéologique des combattants (camps d'entraînement, mosquées, écoles) ainsi que l'approvisionnement en armes. Peu à peu, il aurait pris en charge les familles. Il se serait occupé de veuves et de l'éducation religieuse d'enfants. D'après Noam Chomsky, les moudjahidines auraient en fait été entraînés, armés et organisés par la CIA, les services de renseignement français, l'Égypte, le Pakistan, etc., pour livrer une guerre sainte aux Soviétiques.
C'est ainsi que le jeune homme timide prend de l'assurance, tandis que son prestige grandit. Il aurait lui-même participé à quelques combats. En 1989, son mentor et ami, le Palestinien Abdallah Azzam, est assassiné. Oussama ben Laden se retrouve alors à la tête de l'organisation. Elle est la base d'Al-Qaïda, qui se transforme bientôt en logistique du djihadisme international, certains vétérans d'Afghanistan partant ensuite combattre sur d'autres fronts (en Tchétchénie et Yougoslavie). Durant toute cette décennie, ben Laden rend régulièrement compte au prince Turki al-Fayçal, effectuant pour cela de nombreux voyages en Arabie saoudite.
L'organisation de ben Laden n'est néanmoins, à l'époque, que l'une des nombreuses factions existant en Afghanistan, pays obéissant davantage à des logiques tribales qu'idéologiques. Alors que dans beaucoup de régions afghanes, une version modérée de l'islam est respectée, beaucoup de moudjahidines se méfient de la venue d'étrangers véhiculant le salafisme. Le commandant Massoud, notamment, refuse toute alliance avec ben Laden car il estime qu'il soutient les talibans, contre lesquels il se bat, et qu'il représente un danger pour la communauté internationale,. Oussama ben Laden se rapproche alors de Gulbuddin Hekmatyar, un chef fondamentaliste local et « principal bénéficiaire, selon Noam Chomsky, des 3,3 milliards de dollars d'aide (officielle) des États-Unis aux rebelles afghans (un montant à peu près équivalent étant fourni par l'Arabie saoudite) ». Hekmatyar est aussi, à l'époque, soutenu par le Pakistan qui voudrait le voir à la tête du pays après le départ des Soviétiques.
En février 1989, les Soviétiques annoncent leur retrait d'Afghanistan. Les djihadistes décident de poursuivre le combat jusqu'à la prise du pouvoir à Kaboul. Cependant, les États-Unis qui ont atteint leur objectif, et l'Arabie Saoudite, stoppent le financement et le soutien logistique massif en 1990.

### Rupture avec l'Arabie saoudite (1989-1993)
Oussama ben Laden retourne en Arabie saoudite, il est considéré comme un héros. Il organise des conférences dans les mosquées, dans les écoles, à l'université sur son « djihad » contre l'armée soviétique.
Lors de la guerre du Golfe, Oussama ben Laden propose au roi Fahd d'utiliser sa milice pour défendre le pays contre une éventuelle invasion des troupes irakiennes. Ce dernier refuse et préfère ouvrir son territoire à l'armée américaine, prêtant ainsi le flanc à l'accusation selon laquelle il aurait autorisé les « infidèles » à « souiller le sol sacré » de l'Arabie saoudite. Ben Laden se fait alors de plus en plus critique vis-à-vis de la famille royale, et va jusqu'à accuser les princes de corruption. Le ministère de l'Intérieur saoudien saisit son passeport pendant l'hiver de 1990 à 1991.
Oussama ben Laden quitte l'Arabie saoudite en mai 1991.
Il choisit de s'allier à des opposants au régime wahhabite installés en Iran et en Syrie.
Interdit de séjour en Arabie saoudite, il vit alors à Khartoum, au Soudan, de 1992 à 1996. Il y est accueilli par Hassan al-Tourabi, qui dirige le Front national islamique soudanais (FNI). Il s'installe dans le pays, y investit et fait quelques affaires (routes, exportations agricoles, acquisitions foncières, activités bancaires en accord avec les principes de la banque islamique).
À plusieurs occasions entre 1992 et 1993, des membres de sa famille vont le rencontrer au Soudan pour lui demander d'abandonner son opposition à la famille royale et de revenir en Arabie saoudite, sans effet. En juin 1993, sa famille arrête sa participation dans les compagnies familiales et ses parts sont vendues pour une valeur de 9,9 millions de dollars, somme qui est placée sur un compte bloqué, qui ne pourrait être utilisé qu'à son éventuel retour au pays, ou donné à ses héritiers après sa mort. En février 1994, sa famille répudie Oussama dans un communiqué. Au début d'avril 1994, l'Arabie saoudite le prive de sa nationalité,.
Il reste cependant en relations discrètes avec certains membres du régime saoudien, la famille royale étant en effet peu unie. Ces relations secrètes entretenues avec certains membres de la famille royale saoudienne et ou des forces de sécurité, sont illustrées par les attentats de Riyad du 8 novembre 2003. En effet, il y a « un mouvement croissant de luttes internes entre les amis et les ennemis de ben Laden au sein de la maison royale ».

### Années troubles (1993-1998)
Entre 1992 et 1995, ben Laden finance et arme les moudjahid bosniaques, notamment via l'organisation prétendument humanitaire autrichienne Third World Relief Agency (TWRA). Il a alors rencontré Alija Izetbegović et reçu la nationalité bosnienne en 1993, ce que nie le gouvernement de Bosnie-Herzégovine.
Ben Laden suit et finance les moudjahidines islamistes les plus radicaux revenus après la guerre d'Afghanistan dans leur pays d'origine (ils y sont surnommés « les Afghans »). Il finance également des camps d'entraînement. Dès décembre 1992, un groupe financé par ben Laden est responsable d'un attentat au Yémen contre les soldats américains en route pour l'opération Restore Hope en Somalie.
Le 26 février 1993 un attentat touche le World Trade Center, et fait 6 morts. Un groupe lié à Oussama ben Laden est soupçonné.
Pour autant, en tant que leader anti-soviétique le personnage de ben Laden continue de jouir d'une image plutôt positive auprès des pays de l'OTAN, et il fait l'objet le 6 décembre 1993 d'un article élogieux dans le quotidien britannique The Independent, titré « Anti-soviet warrior put his army on the road to peace ». À la même époque, les grands journaux français atlantistes (Le Figaro, Le Point, L'Obs, Le Monde…) publient de nombreux articles héroïsant les moudjahidines et leur lutte contre l'URSS et applaudissant aux exploits des « combattants de la foi » contre l’Armée rouge.
Oussama ben Laden profite en effet de la politique d'une partie de l'administration Clinton, soutenue par le lobby pétrolier. Celle-ci a plusieurs objectifs : le soutien à des régimes stables en Asie centrale afin de permettre l'acheminement du pétrole et du gaz, la lutte contre l'influence russe dans la région et une politique résolument engagée contre l'Iran chiite. La poursuite de ce dernier objectif passe par un soutien à l'islamisme sunnite notamment présent au Pakistan et en Arabie saoudite. Cet appui est concrétisé lors d'une déclaration de Bill Clinton, le 15 mars 1995. Il prétend alors que « les valeurs traditionnelles de l'islam sont en harmonie avec les idéaux les meilleurs de l'Occident ». C'est pourquoi Oussama ben Laden n'est pas perçu uniquement comme une menace[réf. nécessaire]. Cette stratégie est cependant infléchie dans les derniers temps du mandat de Bill Clinton.
À la suite de la campagne d'attentats du Groupe islamique armé en France en 1995, la police belge découvre des documents de ce groupe dédicacés à ben Laden. Selon une enquête parue dans le journal Le Monde, les services secrets français de la DGSE ont commencé à le surveiller à partir de cette période.
Le 26 mai 1995, Al-Qaïda est soupçonné d'avoir participé à une tentative d'assassinat contre le président égyptien Mohammed Hosni Moubarak.
En février 1998, Oussama ben Laden lance un appel à attaquer les intérêts américains partout dans le monde et à tuer des citoyens américains. Il devient dès lors un ennemi officiel des États-Unis, qui obtiennent son expulsion du Soudan. Il se réfugie alors en Afghanistan, passé sous contrôle des talibans depuis 1996.

### Terrorisme de masse (1998-2001)

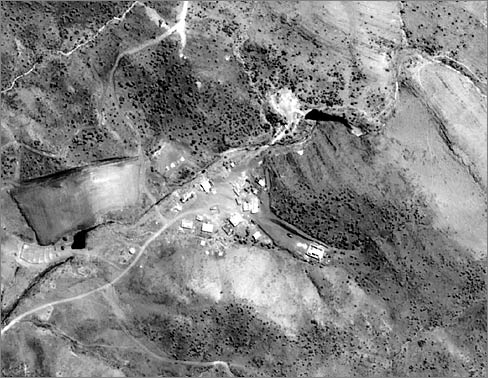
Image satellite du camp d’entraînement de Zhawar Kili visé par les frappes américaines de 1998.

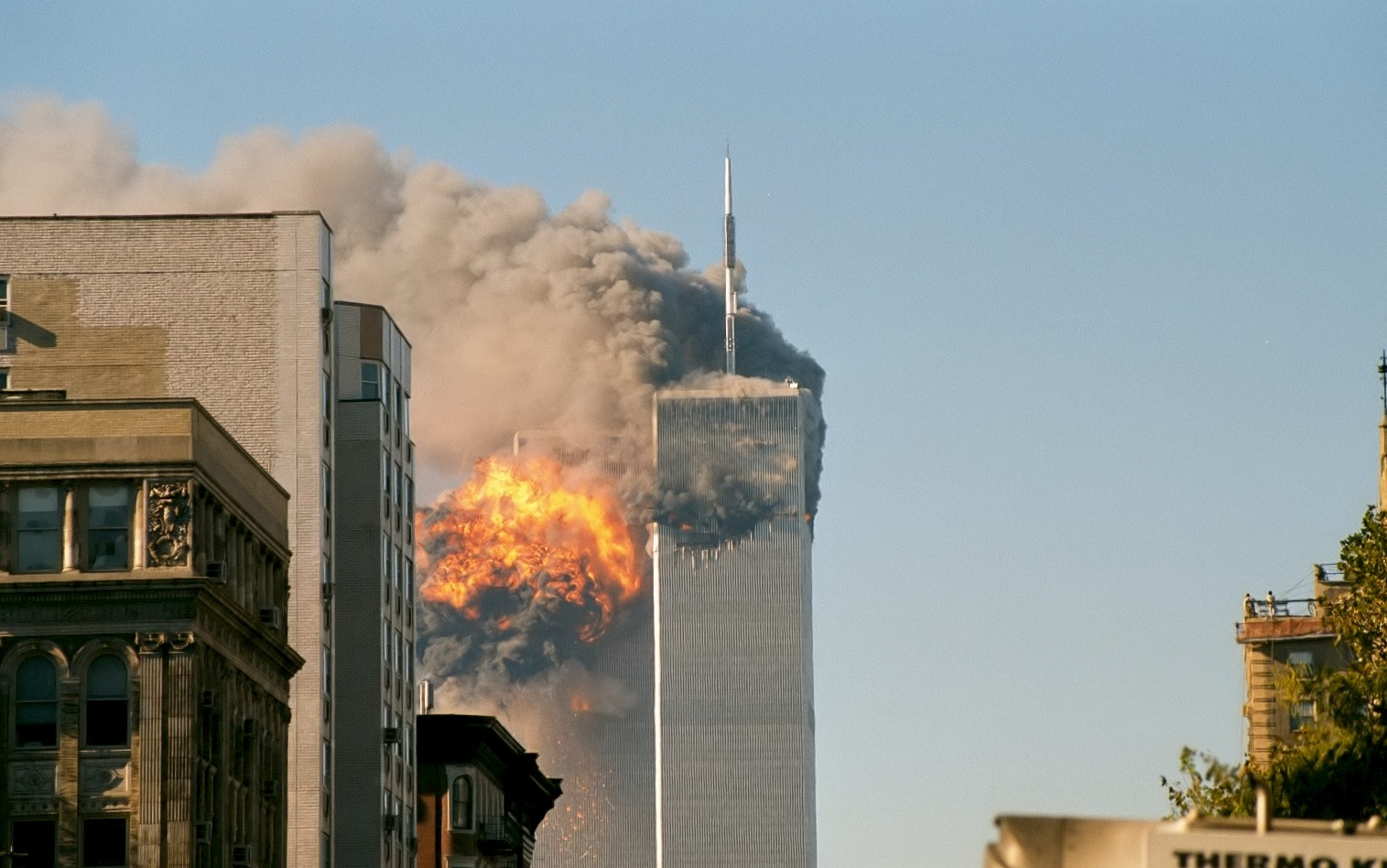
Le Vol United Airlines 175 percutant la tour Sud du World Trade Center à New York. Oussama ben Laden a commandité les attentats du 11 septembre 2001, les plus meurtriers de l'histoire des États-Unis.

Le premier mandat d'arrêt international lancé sur sa personne date de mi-avril 1998 ; il émane d'Interpol à la demande du gouvernement de la Jamahiriya arabe libyenne, à la suite de l'assassinat en 1994 sur le sol libyen d'un couple de citoyens allemands, les Becker, des agents secrets de l'Office fédéral de protection de la constitution (Bundesamt für Verfassungsschutz/BfV). Depuis lors, l'Espagne et les États-Unis ont également demandé des notices rouges sur lui à Interpol.
Les États-Unis le tiennent pour responsable des attentats à la bombe dirigés contre les ambassades américaines de Nairobi au Kenya (213 morts dont huit Américains) et de Dar es Salam en Tanzanie (onze morts, tous Tanzaniens) le 7 août 1998. À la suite de ceux-ci, le gouvernement américain met sa tête à prix pour 5 millions de dollars en octobre 1998. À chaque agression, ben Laden se réjouit des attentats, mais ne les revendique pas.
Une preuve tangible de la forte présence de l'ISI en Afghanistan a été donnée par la protestation officielle pakistanaise lors du bombardement américain de représailles par missiles de croisière contre les camps dirigés par ben Laden le 12 août 1998 qui tua cinq officiers de ce service.
La notoriété de ben Laden s'accroît considérablement dans les années qui suivent. En 1999, deux colonels de l'armée chinoise le citent abondamment dans leur livre La Guerre hors limites, où il est désigné comme un grave péril futur et le représentant d'une nouvelle forme de guerre contre les États. Il est placé en juin de la même année sur la liste des dix fugitifs les plus recherchés du FBI.
En août 2001, le Groupe islamique combattant marocain fait allégeance à Oussama ben Laden, en particulier via des agents présents en Afghanistan, et qui vont par la suite vivre en Belgique. Le prince Turki est limogé durant la même période par le régime saoudien.
Épaulés par le Pakistan, les États-Unis négocient avec les talibans, qui tergiversent. Les attentats du 11 septembre 2001 stoppent brutalement cette négociation.

### Traque et communication (2001-2011)

#### Après le 11 septembre 2001

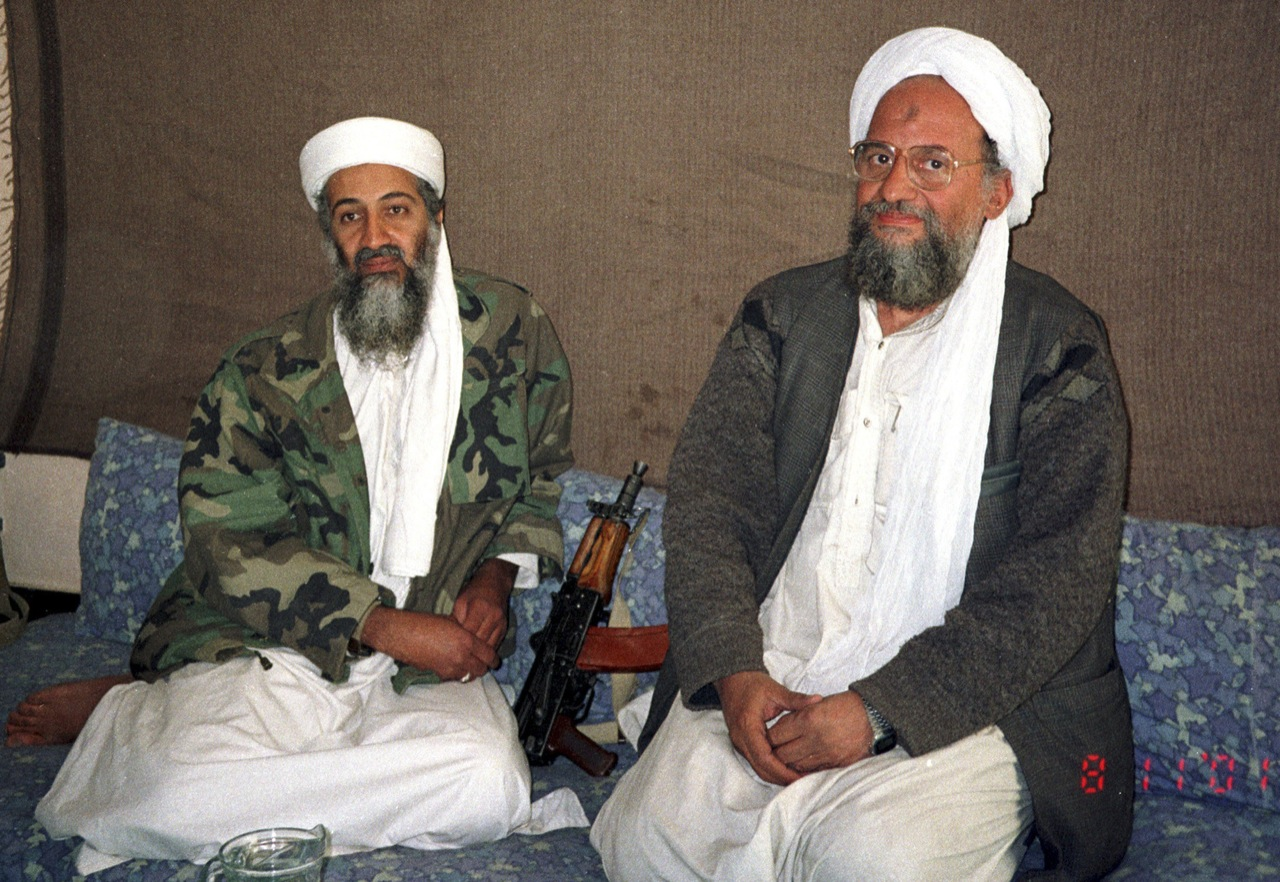
Oussama ben Laden et Ayman al-Zawahiri, lors d'une interview à Kaboul, le 8 novembre 2001.

Oussama ben Laden est considéré comme le principal responsable des attentats du 11 septembre 2001 contre le World Trade Center et le Pentagone. Il a lui-même reconnu une implication dans les attentats contre le World Trade Center du 11 septembre 2001, en avouant en être l'instigateur (« Je vous le dis, Allah sait qu'il ne nous était pas venu à l'esprit de frapper les tours. Mais après qu'il fut devenu insupportable de voir l'oppression et la tyrannie de la coalition américano-israélienne contre notre peuple de Palestine et du Liban, j'ai alors eu cette idée ») et s'est félicité de leur tenue,,.
À la suite des attentats du 11 septembre 2001, et après que le gouvernement de l'émirat islamique d'Afghanistan a refusé de livrer ben Laden, le président des États-Unis George W. Bush obtient la mise sur pied d'une intervention internationale en Afghanistan dans le but déclaré d'anéantir Al-Qaïda.
Des mesures diplomatiques pour le contrer sont prises depuis la fin des années 1990, notamment la création d'un Comité des sanctions contre Al-Qaïda et les Talibans (créé par la résolution 1267 en 1999, appelé aussi Comité 1267), les résolutions du Conseil de sécurité des Nations unies 1377 du 12 novembre 2001 et 1390 du 16 janvier 2002 reliées à la position de l'Union européenne.
Le 13 décembre 2001, le gouvernement fédéral des États-Unis porte à 25 millions de dollars son offre pour toute information conduisant directement à sa capture, et une prime additionnelle de deux millions de dollars est offerte conjointement par la « Air Line Pilots Association » et la « Air Transport Association ». À partir de ce moment, les États-Unis veulent officiellement ben Laden « mort ou vif ».
Malgré des recherches qui ont continué jusqu'en janvier 2002, ben Laden n'a pas été retrouvé lors de la bataille de Tora Bora. Des chefs de guerre afghans, comme Zaman Ghamsharik, sont soupçonnés de l'avoir laissé s'enfuir. Après sa fuite de Tora Bora, ben Laden parvient à échapper à ses poursuivants pendant une décennie.
La chaîne qatarie Al Jazeera publie le 12 novembre 2002 un message sonore reconnu par les autorités des États-Unis comme provenant d'Oussama ben Laden. Celui-ci met en garde et menace plusieurs pays occidentaux de nouveaux attentats s'ils continuent à soutenir « le gang des bouchers de la Maison-Blanche ».
Selon les interrogatoires de son épouse Amal par les autorités pakistanaises après sa mort, après avoir fui Tora Bora, il serait allé à Kohat près de Peshawar, où il aurait rencontré Khalid Cheikh Mohammed au moins une fois. Ben Laden se serait déplacé régulièrement dans le Waziristan en 2003, puis dans la vallée de Swat pendant quelques mois.
Le 31 mai 2003, une lettre signée d'Oussama ben Laden est retrouvée sur le corps d'un militant tué dans un affrontement avec la police saoudienne et lié aux attentats de Riyad. La lettre, vieille d'environ six mois, félicitait le groupe du militant.

#### 2004
En 2004, il se serait installé dans une maison à Haripur avant de s'établir définitivement dans une villa d'Abbottabad (ville située à 50 km au nord de la capitale Islamabad) en 2005, et ce pour plusieurs raisons : souffrant d'une grave infection amibienne intestinale, il pouvait être plus facilement soigné en ville ; devant l'efficacité des drones américains, Ayman al-Zawahiri, no 2 d'Al-Qaïda, estimait que sa sécurité rapprochée n'était plus assurée dans ces zones reculées ; il pouvait y rencontrer facilement de nouveaux responsables d'Al-Qaïda, notamment Ilyas Kashmiri (en), son protégé et dont il voulait faire le fer de lance de son mouvement. Il aurait reçu une transplantation de rein, sans qu'on sache où cette opération aurait eu lieu (à Karachi ou en dehors du Pakistan).
Le 29 octobre 2004, une vidéo diffusée par la chaîne d'information en arabe Al Jazeera quatre jours avant les élections présidentielles aux États-Unis démontre qu'Oussama ben Laden est toujours en vie au moment de l'enregistrement malgré les rumeurs persistantes de décès dans les montagnes à la frontière de l'Afghanistan et du Pakistan. Ce dernier renvoie dos à dos les deux candidats et annonce de futurs attentats. Il affirme que contrairement à la thèse de dirigeants américains, son but n'est pas de lutter contre la liberté, auquel cas il se serait attaqué à des États nordiques. Il estime que les attaques contre le World Trade Center pour lesquels Al-Qaida a dépensé selon lui 500 000 dollars sont une mesure de rétorsion contre les « tueries » organisées par les militaires américains.
Le 27 décembre 2004, la chaîne de télévision Al Jazeera a diffusé un enregistrement audio, attribué à Oussama ben Laden, désignant le Jordanien Abou Moussab Al-Zarqaoui comme son adjoint en Irak et appelant à un boycott des élections prévues le 30 janvier 2005.

#### 2005
À la suite des attentats de Madrid, la Commission islamique d'Espagne lance une fatwa contre ben Laden et Al-Qaïda le 10 mars 2005 (soit la veille du premier anniversaire des attentats). Les terroristes y sont accusés d'apostasie : « Ben Laden, Al-Qaïda et tous ceux qui prétendent justifier le terrorisme en se fondant sur le Coran sacré sont hors de l'islam ». Dans cette même fatwa, la commission condamne le terrorisme, appelle tous les imams habitant en Espagne à condamner le terrorisme lors de leurs prêches du vendredi, et appelle les fidèles à collaborer avec les autorités espagnoles contre le terrorisme,.

#### 2006
Le 19 janvier 2006, après un an de silence, Al Jazeera diffuse un nouvel enregistrement audio où Oussama ben Laden annonce la préparation de nouvelles opérations terroristes et propose une « trêve » en échange d'un retrait des troupes américaines en Irak et en Afghanistan : « Nous n'avons pas d'objection à vous offrir une trêve (hudna) de longue durée dans des conditions justes que nous respecterons, parce que nous sommes une nation à laquelle Dieu interdit la traîtrise et le mensonge ». Une trêve aussitôt refusée par la Maison-Blanche. L'absence d'images alimente de nouvelles spéculations selon lesquelles Oussama ben Laden serait malade ou blessé et peut-être même mort.
Dans un autre enregistrement audio diffusé le 23 avril, Oussama ben Laden évoque pour la première fois la situation au Soudan en appelant ses partisans « à se préparer avec tout ce qui est nécessaire à une guerre de longue durée contre les voleurs croisés dans l'ouest du Soudan » ; l'ouest du Soudan correspondant au Darfour.
Deux nouveaux enregistrements audio attribués à Oussama ben Laden sont diffusés le 23 mai et le 30 juin : le premier disculpe Zacarias Moussaoui après sa condamnation à perpétuité dans le cadre des attentats du 11 septembre 2001 et le second rend hommage à Abou Moussab Al-Zarqaoui tué dans un raid américain à Bakouba le 7 juin 2006.
Selon la sénatrice américaine Dianne Feinstein, présidente de la commission des Renseignements au Sénat, ben Laden avait quitté les montagnes depuis 2005 ou 2006 pour rejoindre un complexe fortifié.

#### Recherches intensifiées des Américains (2007-2011)
Le 7 septembre 2007, la chaîne Al Jazeera diffuse, quelques jours avant le sixième anniversaire des attentats du 11 septembre 2001, des extraits d'une vidéo d'Oussama ben Laden, la première depuis près de trois ans. Le chef d'Al-Qaïda, dont la voix a été officiellement identifiée par les services de renseignements américains, s'adresse aux États-Unis et évoque la situation actuelle en Irak. Ben Laden y mentionne les noms du président français Nicolas Sarkozy, élu en mai 2007, ainsi que du Premier ministre britannique Gordon Brown qui a succédé à Tony Blair en juin de la même année.
Le 30 novembre 2009, le Comité des affaires étrangères du Sénat des États-Unis rend public un rapport révélant qu'Oussama ben Laden aurait pu être capturé ou tué alors qu'il séjournait dans la région montagneuse de Tora Bora aux alentours du 16 décembre 2001 si l'armée américaine avait mobilisé massivement plusieurs milliers d'hommes dans la région au lieu d'opter pour une approche commando appuyés par les miliciens afghans et des frappes aériennes.
Le 6 décembre 2009, le secrétaire américain à la Défense Robert Gates déclare que les autorités militaires américaines n'ont pas eu, depuis des années, le moindre indice sur la localisation de ben Laden.
Le 24 janvier 2010, dans un nouvel enregistrement audio, ben Laden revendique la responsabilité de la tentative d'attentat du 25 décembre 2009 sur un vol Northwest Airlines reliant Amsterdam à Détroit, et menace les États-Unis de nouvelles attaques.
En 2011, sa première épouse, Khairiah Saber, l'aurait rejoint à Abottabad après avoir été libérée par les autorités iraniennes qui l'avaient gardée en résidence surveillée pendant une décennie. Ben Laden entretenait un contact avec des chefs du Lashkar-e-Toiba ainsi que des talibans afghans.

### Mort

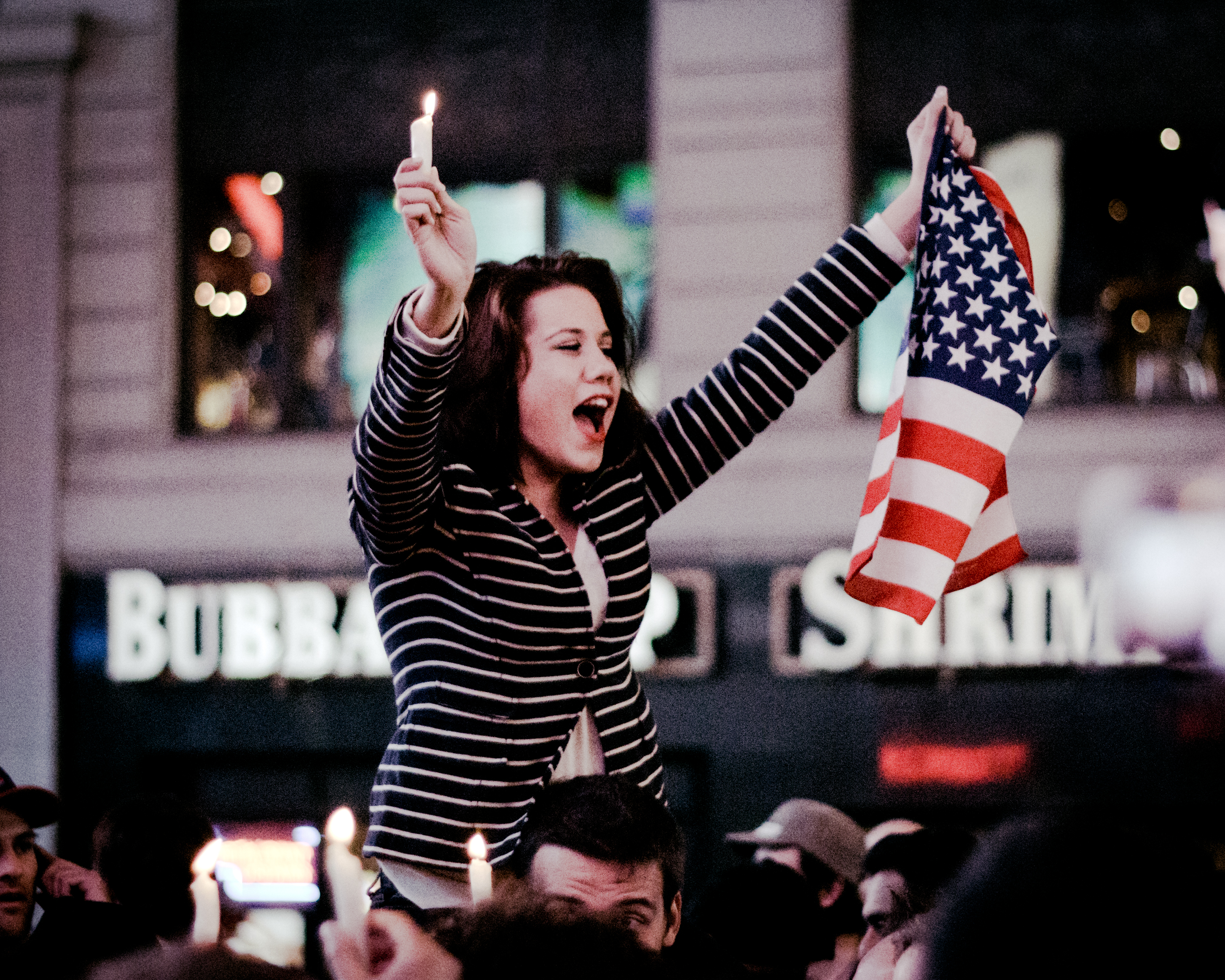
Célébration à Times Square à la suite de l'annonce de la mort d'Oussama ben Laden.

Le matin du 2 mai 2011, vers 1 h 30, heure locale, Oussama ben Laden a été tué dans la ville d'Abbottabad au Pakistan dans une coûteuse résidence fortifiée (compound), construite en 2005 et surveillée par les services de renseignement américains depuis août 2010, à environ 50 kilomètres d'Islamabad et à moins de 140 kilomètres des régions tribales, lors d'une opération militaire au sol ordonnée par le président américain Barack Obama et menée par une vingtaine de SEAL (commandos de l'US Navy),,.
Au moins quatre autres personnes, des membres de sa famille (un de ses fils et des collaborateurs, deux messagers), auraient été tués lors de l'affrontement. Son corps a été récupéré par les forces spéciales américaines qui l'auraient ramené en Afghanistan, avant d'immerger sa dépouille en haute mer. Le président des États-Unis a commenté la mort du terroriste lors d'une allocution le soir même, à 23 h 36 heure de Washington, déclarant que « justice est faite ». Il a également salué la coopération des autorités pakistanaises à cette opération.
L'annonce a provoqué plusieurs manifestations patriotiques spontanées à travers le pays, notamment au cœur de New York, près de Ground Zero et à Times Square, et au centre de Washington, sur la place Lafayette, près de la Maison-Blanche. L'ancien président américain George W. Bush, est sorti du silence qu'il observe depuis son départ de la présidence pour saluer une « grande victoire pour les États-Unis ».
Trois jours avant l'élimination de ben Laden, le président Obama a annoncé un remaniement de son équipe de renseignement et de défense, entraînant notamment le départ de Robert Gates, secrétaire à la Défense des États-Unis nommé par George W. Bush, et son remplacement par Leon Panetta, directeur de la CIA depuis le 5 janvier 2009, date de l'accession de Barack Obama à la présidence des États-Unis,.
Quelques jours après la mort de ben Laden, Leon Panetta affirme que la torture par l'eau (waterboarding), autorisée par George W. Bush et appliquée par exemple à Khalid Cheikh Mohammed à 183 reprises pendant le mois de mars 2003, a permis la récupération d'informations ayant conduit à la cache de ben Laden, en particulier le nom d'Abu Ahmed al-Kuwaiti, identifié comme le messager de ben Laden.
La haut commissaire de l'ONU aux droits de l'homme, Navi Pillay souligne que les opérations antiterroristes devaient respecter le droit international mais considère que ben Laden avait assumé la pleine responsabilité pour ses actes, incluant des massacres de civils pouvant être qualifiées de crime contre l'humanité.
Le 5 mai 2011, le président Obama a rendu à Ground Zero un hommage solennel aux victimes des attentats du 11 septembre. Il avait invité son prédécesseur George W. Bush à se joindre à lui, mais ce dernier a décliné l'invitation.
Al-Qaïda a confirmé, le vendredi 6 mai 2011, la mort d'Oussama ben Laden dans un communiqué diffusé sur les sites islamistes. Le Tehrik-e-Taliban Pakistan avait promis dès le 2 mai de venger la mort du dirigeant d'Al-Qaïda. Le mouvement revendique l'attentat du 13 mai 2011 à Shabqadar au nord-ouest du Pakistan qui tue 98 personnes, surtout de jeunes recrues d'un groupe paramilitaire de police, blesse plus de 140 personnes. De plus, celui-ci précise que l'attaque constitue une vengeance pour la mort de ben Laden,.
À la suite de son décès, la justice fédérale des États-Unis a formellement mis fin, le 17 juin 2011, aux poursuites engagées contre lui.

### Postérité
Une « lettre à l'Amérique » datant d'octobre 2002 et dont l'autorat est attribué à Oussama ben Laden connaît un important succès posthume en novembre 2023 dans le contexte de la guerre à Gaza,. En outre, plusieurs TikTokeuses américaines (Kimberly Stover, Kiana Leröux, Lynette Adkins etc.) encouragent sa lecture à leur public, ce qui conduit le Guardian à supprimer la traduction anglaise de la lettre de son site, où elle était disponible depuis près de 21 ans,,.

## Organisation Al-Qaïda
Le choix de cibles particulièrement spectaculaires, dans le cadre de ses opérations terroristes, montre tant un sens de la préparation tactique que de l'utilisation des médias.
Concernant la conceptualisation du terrorisme et le volet « idéologique » d'Al-Qaïda, le « cerveau » est Ayman al-Zawahiri. Ben Laden se serait contenté de financer les attentats du 11 septembre 2001, et l'opération aurait été proposée et orchestrée par Khalid Cheikh Mohammed, selon les aveux de ce dernier et les conclusions du rapport final de la commission nationale sur les attaques terroristes contre les États-Unis. Une vidéo diffusée par Al Jazeera le 7 septembre 2006 montrerait cependant ben Laden et ses lieutenants, dont Mohammed Atef (mort en Afghanistan en novembre 2001), préparant les attentats du 11 septembre 2001.
Les cassettes enregistrées et diffusées, souvent par la chaîne Al Jazeera en exclusivité, poursuivent plusieurs objectifs :
- maintenir la psychose du terrorisme dans les démocraties occidentales, parfois en s'immisçant dans le jeu politique comme lors des élections américaines de 2004 ou des élections espagnoles de la même année ;
- rappeler son existence aux opinions publiques des pays musulmans en abordant des thèmes qui les touchent, pour faciliter le recrutement d'Al-Qaïda ;
- réactualiser les objectifs du djihad d'Al-Qaïda.

### Membres de la famille impliqués dans l'activisme
Saad ben Laden, troisième fils de ben Laden, né en 1979, aurait quitté l'Iran pour les zones tribales du Pakistan rejoindre son père et aurait été tué lors d'une attaque d'un drone durant l'été 2009. Plusieurs autres membres de sa famille sont en 2009 toujours en Iran. Une liste de quatre-vingt-cinq suspects relié à al-Qaïda a été publiée par Interpol le 10 février 2009 à la demande de l'Arabie saoudite qui les considèrent comme une menace majeure pour le pays. On compte parmi eux un beau-frère de ben Laden et onze anciens détenus de la prison de Guantanamo,.
En mars 2014, alors qu'il témoigne dans le procès qui lui est intenté à New York sous les charges de complot visant à tuer des Américains, complot visant à apporter un soutien à des terroristes et soutien matériel à des terroristes, Souleymane Abou Ghaith, gendre de ben Laden et ancien porte-parole d'al-Qaida, explique qu'au soir du 11 septembre 2001 son beau-père lui a confié avoir organisé les attentats,.

## Motivations
Ben Laden condamne l'évolution de la civilisation islamique depuis la disparition du califat (le dernier calife était le sultan ottoman jusqu'en 1924). Cet objectif passe par un renversement des gouvernements arabes « laïcs » et « impies » protégés par les États-Unis qu'il considère comme les « croisés occidentaux ». Lors de son interview par le journaliste Robert Fisk en 1996, il avait notamment déclaré :

« Le peuple comprend maintenant les discours des oulémas dans les mosquées, selon lesquels notre pays est devenu une colonie de l'empire américain. Il agit avec détermination pour chasser les Américains d’Arabie saoudite. […] La solution à cette crise est le retrait des troupes américaines. Leur présence militaire est une insulte au peuple saoudien. »

Pour Oussama ben Laden, les bases militaires présentes en Arabie saoudite et au Moyen-Orient considérés comme des territoires sacrés (avec les lieux saints Médine et La Mecque) représentent un sacrilège car ces bases américaines devaient être provisoires, le temps de remporter la guerre contre Saddam Hussein.

### Origines revendiquées du 11-Septembre

#### Palestine et Liban
Oussama ben Laden utilise dans sa propagande la référence à l'occupation israélienne du Liban du Sud lors de l'opération Paix en Galilée en 1982. Il affirme avoir été affecté par les bombardements israéliens contre les réfugiés palestiniens au cours de la guerre du Liban.

« Je vous le dis, Allah sait qu'il ne nous était pas venu à l'esprit de frapper les tours. Mais après qu'il fut devenu insupportable de voir l'oppression et la tyrannie de la coalition américano-israélienne contre notre peuple de Palestine et du Liban, j'ai alors eu cette idée. Les événements qui m'ont affectés de manière directe ont commencé en 1982, lorsque l'Amérique a permis aux Israéliens d'envahir le Liban et que la sixième division aérienne américaine les a aidés. Ce bombardement a commencé et a fait de nombreux morts et blessés, ainsi que des personnes terrorisées et réfugiées. Je ne pourrai pas oublier ces scènes, le sang, les membres déchiquetés, des femmes et des enfants gisant partout. Les maisons détruites ainsi que leurs occupants, des amoncellements de gravats sur leurs corps, des bombes qui pleuvaient sur nos maisons sans pitié. »

« Cette situation était comme un crocodile rencontrant un enfant sans défense. Est-ce que le crocodile peut comprendre une conversation qui n'inclurait pas une arme ? Et le monde entier a vu, et entendu, mais il n'a pas répondu. »

Oussama ben Laden exploite un sentiment de rancœur chez une grande partie des musulmans de Palestine et du Moyen-Orient face à ce qui est ressenti comme une agression israélienne soutenue par les États-Unis. Il qualifie lui-même les opérations israéliennes de « tyrannie » et d'« oppression ».

#### Première guerre d'Irak et embargo
Ben Laden a présenté l'embargo économique contre l'Irak et les bombardements réguliers de ce pays entre les deux guerres comme une preuve que les États-Unis, par l'intermédiaire de leur président George H. W. Bush, étaient des « assassins d'enfants ».
À l'époque, l'information circulait que l'embargo contre l'Irak aurait fait 500 000 morts parmi les enfants irakiens de moins de cinq ans, même selon l'Organisation des Nations unies (ONU). Cependant, trois études menées depuis la chute du régime en 2003 ne montrent pas de montée significative de la mortalité infantile irakienne après 1990.

#### Le 11-septembre
Cette « agression » est initialement pour Oussama ben Laden une question religieuse : présence militaire en Arabie saoudite (profanation d'une terre sainte) et soutien à Israël qui occupe Jérusalem (lieu saint). La rhétorique sur la souffrance des Palestiniens ou des Irakiens est utilisée pour sensibiliser l'opinion des musulmans à son combat mais n'est pas au centre des préoccupations d'Al-Qaïda.

« Avec ces images en tête, les événements du 11 septembre sont venus comme une réponse à ces terribles erreurs. Comment un homme pourrait-il être blâmé pour défendre sa maison ? Se défendre et punir l'agresseur est-il du terrorisme ? »

Ces actions terroristes, qui ont fait des victimes, sont condamnées par la plupart des musulmans.
En outre, la présence indirecte américaine, incarnée par le soutien à l'État israélien, justifie, pour Oussama ben Laden, des attaques partout dans le monde des intérêts américains. À l'instar du « Pensez à l'échelle mondiale, agissez au niveau local » de Raymond Williams, Oussama ben Laden applique la stratégie inverse en pensant localement et en agissant globalement.
Introduction du discours de ben Laden, novembre 2004, vidéo diffusée sur Al Jazeera :

« Avant de commencer, je vous dis que la sécurité est un pilier indispensable de la vie humaine, et que les hommes libres ne compromettent pas leur sécurité, contrairement à la falsification de George Bush, qui dit que nous détestons la liberté. Si c'était le cas, qu'il explique pourquoi nous ne frappons pas, par exemple, la Suède ? »

« Non, nous combattons parce que nous sommes des hommes libres, qui ne peuvent dormir sous l'oppression. Nous voulons restaurer la liberté de notre nation. »

#### Ben Laden
Oussama ben Laden estime que George Bush cache les raisons des attentats du 11 septembre 2001, et ce, afin de tromper le peuple américain.

« Même si nous sommes dans la quatrième année après les évènements du 11 septembre, Bush continue la désinformation, et vous cache les causes réelles [des évènements du 11 septembre] […] C'était le message que je cherchais à vous faire comprendre en faits et gestes, de façon répétée, et ce, bien avant le 11 septembre. Et vous pouvez lire tout cela, si vous le souhaitez, dans mon interview avec Scott, dans le Time Magazine, en 1996, ou avec Peter Arnett, sur CNN, en 1997, ou lors de ma rencontre avec John Weiner, en 1998. […] Et vous pouvez lire mon interview avec Abdul Bari Atwan, et encore mes interviews avec Robert Fisk. »

Il considère la nouvelle guerre d'Irak de 2003, comme une tentative de George W. Bush de « supprimer un vieil agent Saddam Hussein, et de le remplacer par une nouvelle marionnette, qui permettra le pillage du pétrole d'Irak et d'autres outrages. »
Oussama ben Laden n'a aucun lien prouvé avec Saddam Hussein bien que celui-ci lui aurait proposé l'asile en 1999. Au contraire, il semblerait que ben Laden considérait Saddam Hussein comme un « socialiste » infidèle.

#### Messages de ben Laden
Depuis les attentats du 11 septembre 2001, Oussama ben Laden s'est exprimé principalement par le biais d'enregistrements vidéo et audio. Certains des messages n'ont cependant pas pu être authentifiés.
Quatre de ces enregistrements vidéos ont été diffusés :
- la première vidéo est datée du 9 novembre 2001 et est diffusée le 13 décembre 2001 : ben Laden assure que les destructions du 11 septembre ont dépassé ses attentes ;
- la seconde est diffusée le 10 septembre 2003 : le chef d'Al-Qaïda apparaît marchant avec Ayman Al-Zawahiri ;
- la troisième est diffusée le 29 octobre 2004 : quelques jours avant la présidentielle américaine, Al Jazeera diffuse une cassette dans laquelle ben Laden menace les États-Unis de nouvelles attaques ;
- la dernière en date est diffusée le 7 septembre 2007 après avoir été découverte par le SITE Institute avant sa diffusion programmée par Al-Qaïda : annonce la défaite américaine en Irak et critique de toutes les forces politiques : « pour expliquer l'échec des démocrates à mettre fin à la guerre, je dis : ce sont les mêmes raisons qui ont empêché le président Kennedy d'arrêter la guerre du Viêt Nam. Ceux qui possèdent véritablement le pouvoir sont ceux qui ont le capital le plus important. Et puisque le système démocratique permet aux grandes entreprises de soutenir les candidats à la présidence, on ne peut s'étonner — et on ne s'étonne pas — de l'échec des démocrates à arrêter la guerre […] Vous sacrifiez vos soldats aux grandes entreprises[120]. » Pour mettre fin à la guerre, il incite les Américains à s'islamiser : « le seul moyen d'obtenir la paix est de vous convertir à l'islam[121] ». De sérieux doutes ont été émis quant à l'origine de cet enregistrement, de nombreux observateurs ayant remarqué que l'image de ben Laden est figée pendant la majeure partie de la vidéo. On y voit par ailleurs un ben Laden à l'aspect physique différent.

Puis trois enregistrements audio :
- le mercredi 19 mars 2008, la presse se fait l'écho d'un message sonore de menaces accompagné d'une animation vidéo diffusée sur un site internet As-Sahab proche d'Al-Qaïda et sur laquelle on voit une lance transperçant la carte de l'Europe où se répand le sang. Selon la presse, ben Laden jugerait l'affaire des caricatures de Mahomet du journal Jyllands-Posten comme portant atteinte à l'islam et il prédirait à mots voilés des attentats d'une grande envergure en adoptant des paroles énigmatiques tels que « N'écoutez pas nos paroles mais regardez nos actes » ou « la riposte sera ce que vous verrez et pas ce que vous entendrez »[122] ;
- le 24 janvier 2010, il diffuse un message audio sur la radio Al Jazeera menaçant les États-Unis de nouvelles attaques si ces derniers continuent à soutenir l'État d'Israël et n'assurent pas la sécurité en Palestine ;
- le 27 octobre 2010, il enregistre un message adressé à la France dans lequel il conteste la loi interdisant le port du voile intégral et demande aussi aux troupes françaises de se retirer d'Afghanistan. Il explique que ces deux raisons justifient l'enlèvement de cinq Français au Niger. Il a également indiqué que des attentats étaient préparés[123] ;
- Le 7 mai 2011, après la mort de ben Laden dans son refuge pakistanais, les autorités américaines diffusent cinq cassettes[124] de ben Laden (dont une où, très vieilli, il se regarde lui-même à l'écran)[125]. Pour éviter toute exploitation des messages contenus dans les cassettes, celles-ci sont diffusées sans le son.

## Controverses

### Attentats du 11 septembre
Le Guardian, qui prend ses sources au quotidien français Le Figaro, affirme que ben Laden a — deux mois avant les attentats aux États-Unis — été soigné une dizaine de jours dans l'hôpital américain de Dubaï. Un agent américain de la CIA aurait été aperçu dans un ascenseur à proximité du service et se serait vanté d'une rencontre. Il a été rappelé à Washington peu de temps après. L'hôpital américain nie avoir accueilli ben Laden en tant que patient. Cette assertion est également niée par Washington.

### Patrimoine financier
Le chiffre de 300 millions de dollars comme estimation du patrimoine financier de ben Laden a été souvent repris. Il avait été cité en 1996 par un chargé de recherches du département d'État, qui a d'abord divisé les actifs globaux du Groupe ben Laden, qu'il évaluait à 5 milliards de dollars, par le nombre des fils de la famille, qu'il estimait à vingt. Il aboutissait ainsi à 250 millions de dollars, arrondis ensuite à 300 millions. Ce chiffre a été démenti par la publication en avril 2004 du Rapport final de la commission nationale sur les attaques terroristes contre les États-Unis. Plusieurs chercheurs spécialisés dans le Moyen-Orient (Ibrahim Warde (en), professeur associé à l'université Tufts, ou Alain Gresh) jugent cette estimation fantaisiste,.
Seymour Hersh, journaliste du The New Yorker qui avait déjà fait éclater le scandale de la prison d'Abou Ghraib, dans une conférence au Caire, émet l'opinion que Dick Cheney, Elliott Abrams et le prince saoudien Bandar ben Saoud continuent de financer des membres du réseau Al-Qaïda, dans des opérations secrètes au Liban et en Iran (deux pays à majorité chiite, le sunnisme n'est pas reconnu comme minorité religieuse en Iran), visant à déstabiliser ces deux pays en poussant à des luttes interconfessionnelles. Ils pousseraient également l'Iran à une manœuvre qui donnerait une raison à son attaque par les États-Unis.

### Rumeurs sur la maladie ou la mort de ben Laden
Ben Laden aurait souffert d'insuffisance rénale chronique nécessitant des traitements et aurait été sous dialyse. Selon d'autres sources, il n'était pas sous dialyse et ne souffrait pas de problèmes de reins.
Des observateurs ont considéré à plusieurs reprises comme possible la mort du chef d'Al-Qaïda. En janvier 2002, le président du Pakistan, Pervez Musharraf déclarait sur CNN que l'islamiste pourrait être mort de déficience rénale, et transportait avec lui en Afghanistan deux machines à dialyse. En juillet 2002, le chef du FBI Dale Watson (en) pensait qu'il n'était « probablement plus de ce monde ». En décembre 2002, c'est le chef de la diplomatie pakistanaise, Khurshid Kasuri, qui affirme que ben Laden avait succombé à la suite d'opérations militaires américaines.
Le 23 septembre 2006, le quotidien français L'Est républicain révélait l'existence d'une note classée confidentiel défense de la DGSE qui indiquait que les services secrets saoudiens étaient convaincus qu'Oussama ben Laden était mort le 23 août 2006 d'une crise de fièvre typhoïde. Le président Jacques Chirac, surpris de la divulgation de l'information, déclara que « Cette information n'est en rien confirmée d'aucune façon que ce soit ».
Le 2 novembre 2007, Benazir Bhutto, candidate à la présidence du Pakistan, mentionne dans une entrevue avec David Frost sur les ondes d'Al Jazeera English, le nom d'un homme « qui a tué Oussama ben Laden ». Cette affirmation au simple détour d'une phrase est généralement considérée comme un lapsus à la place duquel elle voulait probablement dire « Daniel Pearl ».
Le 21 décembre 2008, lors d'un entretien à la chaîne de télévision américaine Fox News Channel, Dick Cheney, vice-président américain sortant, considérait ne pas être sûr qu’Oussama ben Laden fût encore vivant.

### Dans la culture populaire
- Oussama Ben Laden pue du cul (Osama bin Laden Has Farty Pants en version originale) est le neuvième épisode de la cinquième saison de la série animée South Park, et le 74e épisode de l'émission, diffusé le 7 novembre 2001.
- La 25e Heure est un drame américain de Spike Lee sorti en 2002, adapté du roman 24 heures avant la nuit de David Benioff, où Ben Laden apparait dans un contre-plaidoyer sur la ville de New York.
- Mohamed Sifaoui, dessinateur Philippe Bercovici, ben Laden dévoilé, bande dessinée biographique satirique,  (ISBN 2356480838), 10 septembre 2009[136]
- Zero Dark Thirty, est un film américain réalisé par Kathryn Bigelow en 2012 qui raconte la traque et la mort de Oussama ben Laden, à partir de la torture par l'eau (waterboarding) autorisée par George W. Bush et appliquée en particulier à Khalid Cheikh Mohammed, à 183 reprises pendant le mois de mars 2003, ayant permis de récupérer des informations qui ont conduit à la cache de ben Laden, ce que Leon Panetta a admis[90], en particulier le nom d'Abu Ahmed al-Kuwaiti[91]. Le rôle d'Oussama ben Laden est tenu par Ricky Sekhon (en).
- Oussama ben Laden a eu droit à sa marionnette dans Les Guignols de l'info à partir des attentats du 11 septembre 2001 jusqu'à sa mort. Il y est dépeint comme cynique, se moquant de l'incapacité des américains à le retrouver et à le tuer, et souvent accompagné de Mollah Omar ou de Saddam Hussein. Il qualifie les femmes d'ispices di counnasses, ce que les auteurs lui ont fait de moins en moins dire quand ils se sont aperçus qu'à la suite du succès de l'émission, les jeunes avaient repris cette expression à leur compte, alors qu'il s'agissait à la base de dénoncer la condition féminine très dépréciée dans bon nombre de pays musulmans. Le présentateur PPD rappelle constamment qu'il est un monstre car on a également reproché aux auteurs de donner de lui une image plus ou moins sympathique.